# 园地栽培

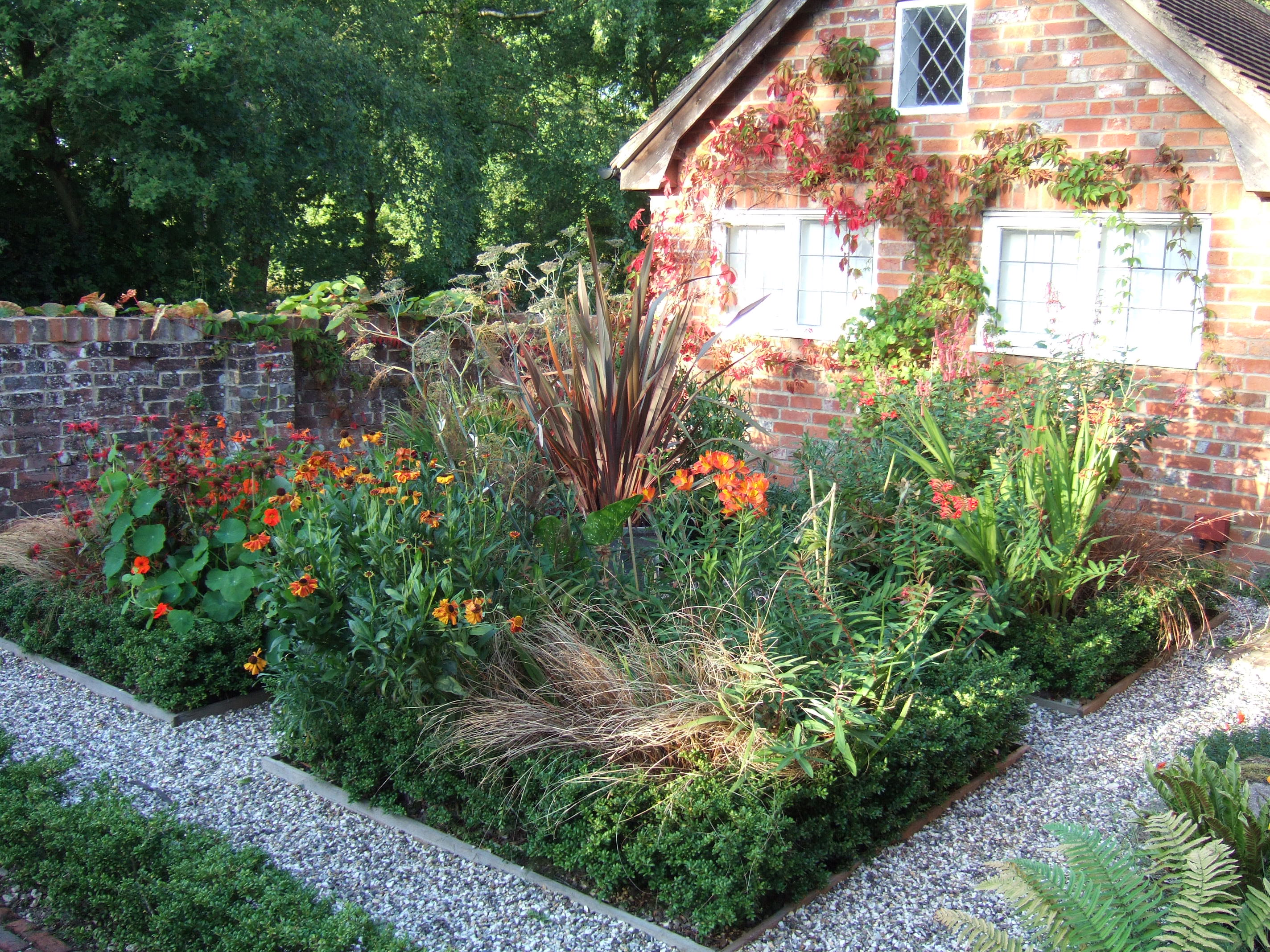
一个英式庭園

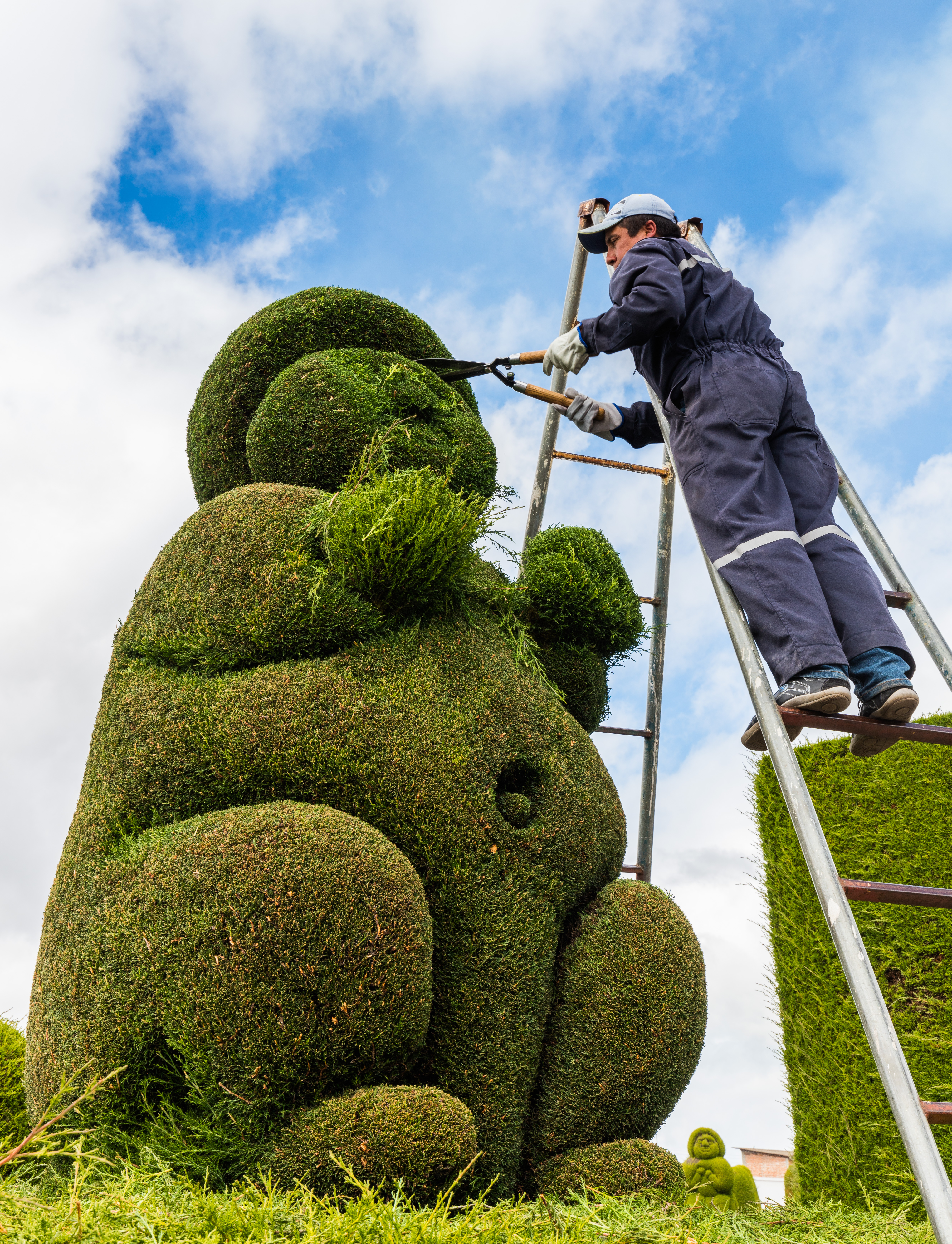
厄瓜多尔图尔坎的一个园正在修剪树木

园地栽培，是园艺活动的一部分，指的是在园地栽培植物的过程。在园地里种的園藝植物一般是为了该植物开出的花、长出的叶或整体的外表。而那些实用色彩更浓厚的植物，像根菜类、绿叶蔬菜、果实、香草等，则是为了采摘、食用，或加工成染料、医用产品、化妝品等。此外，许多人也将园地栽培当作自己的爱好，闲暇之余用来放松身心。
園藝與農業很難區分。根據其主要目標，最容易區分它們。農業優先考慮可銷售的商品，可能包括畜牧生產，而園藝通常優先考慮美觀和休閒。由於涉及食品生產，園藝通常規模較小，目的是個人或社區消費。值得注意的是，有些文化並不區分農業和園藝。這主要是因為自給農業在其 12,000 年的歷史中一直是主要的耕作方法，實際上與園藝沒有什麼區別。

## 前史
植物驯化被视为农业的诞生。然而，可以说，它之前有着非常悠久的野生植物栽培历史。虽然 12,000 年前是描述植物驯化的普遍接受的时间表，但现在有来自Ohalo II狩猎采集遗址的证据表明，更早的时候就有扰乱土壤和栽培驯化前作物品种的迹象。这一证据将早期植物驯化推至 23,000 年前，这与 Allaby (2022) 的研究一致，该研究表明西南亚谷类（单粒小麦、二粒小麦、大麦）的理想性状受到轻微的选择压力。尽管不符合植物驯化的条件，但许多考古研究将原始人类选择性生态系统扰乱的潜在日期推至 125,000 年前。这些早期记录的生态系统干扰大多是由于原始人类使用火而造成的，这种使用可以追溯到 150 万年前（尽管当时原始人类不太可能使用火来改变景观）。这种人为的生态系统干扰可能是园艺的起源。

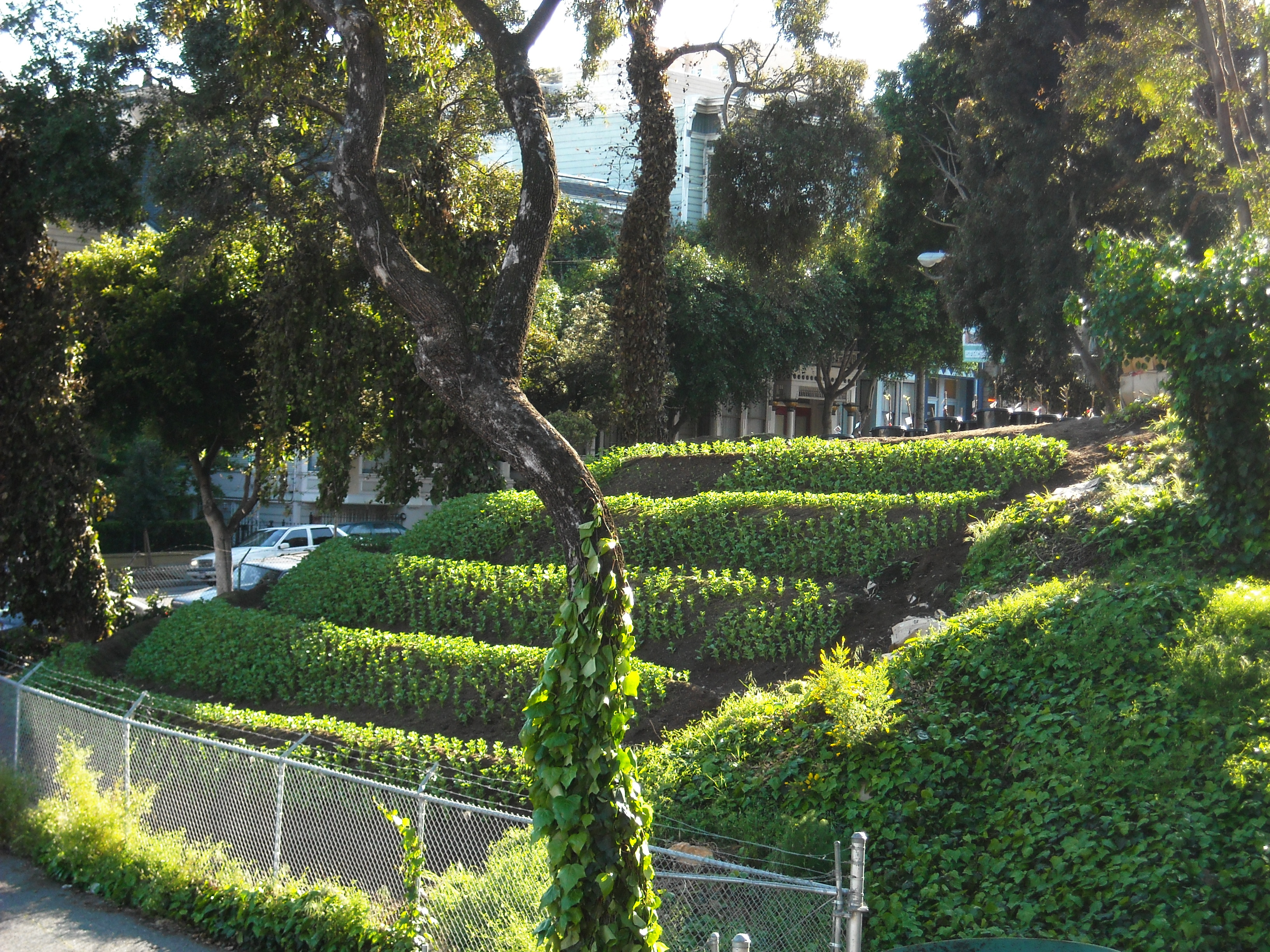
海斯谷农场 (Hayes Valley Farm) 是一座由社区建造的农场，位于旧金山前中央高速公路的匝道上，种植了大片蚕豆

每一个狩猎采集社会都形成了某种生态位，使他们能够在自己的环境中茁壮成长，甚至只是生存下来。许多史前狩猎采集者已经构建了生态位，以便更容易地获得或更多的可食用植物物种。这种从狩猎采集到不断改变环境以生产大量可食用植物物种的转变标志着园艺的开始。最有据可查的古人类生态位之一是使用异地火。在澳大利亚，如果有意为之，这通常被称为森林园艺或火棒耕作。现代火生态学研究描述了异地火可能给这些早期人类带来的诸多好处。在殖民接触期间，其中一些农业生态实践已经得到了充分的记录和研究。然而，在对早期古人类用火的研究根据目前的研究，很明显这些生态位在不同时间和地点的不同社会中是分别发展的。许多土著园艺方法过去和现在都经常被殖民者忽视，因为它们与边界明确且植物种类非归化的西方花园缺乏相似之处。 

### 美洲
从加拿大最北端到智利和阿根廷最南端的土著社会都有悠久的园艺传统。北极和亚北极社会由于气候恶劣主要依靠狩猎和捕鱼，尽管已知他们集体使用至少 311 种不同的植物作为食物或药物。对这些植物的大量了解和使用，以及公共收获地点和对人与植物互惠互利的强调表明了园艺的基本水平。同样，南美洲的火地岛土著群体由于相似的苔原生态系统也形成了看似可比的生态位。虽然关于火地岛人的研究很少，但达尔文提到在各种火地岛庇护所旁边生长着可食用的野生植物，如菌类、海带和野芹菜。

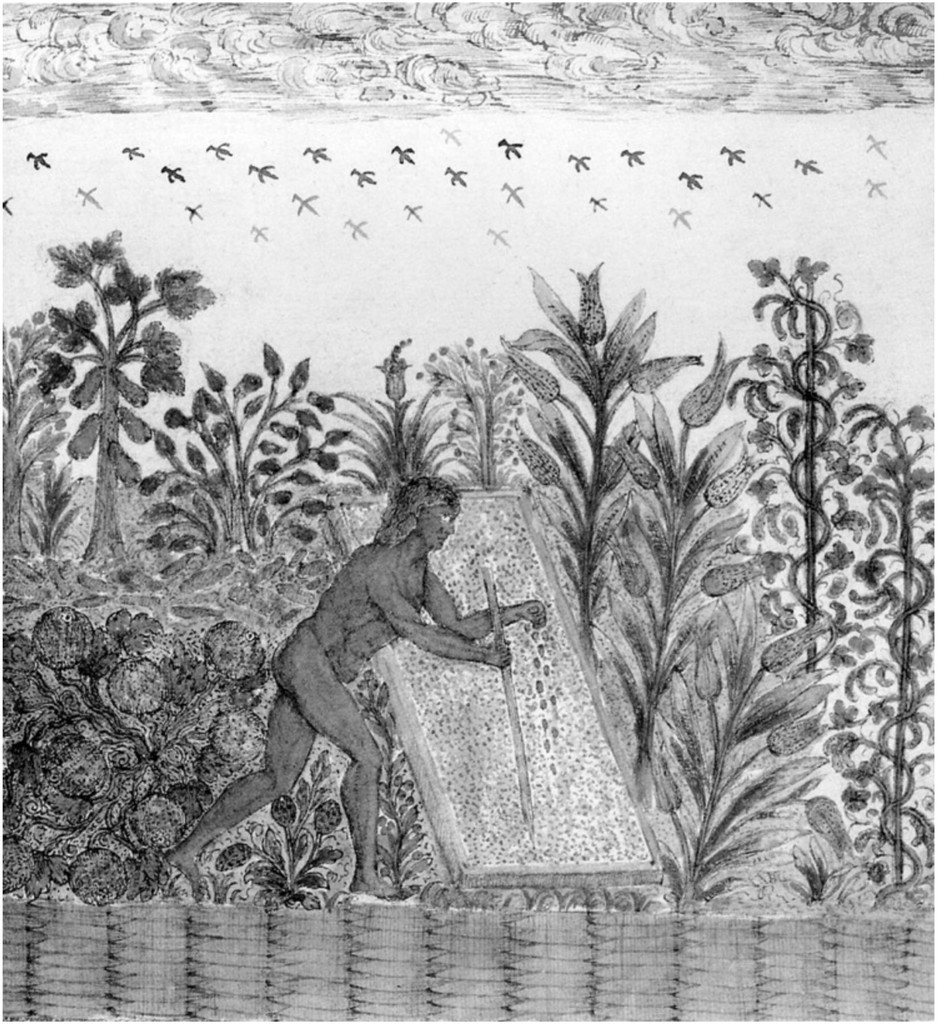
这是德雷克手稿中的一幅画，由一位匿名的法国人在 16 世纪绘制。画中描绘的是一座种植着木瓜、菠萝、玉米、豆类和葫芦科植物的土著花园。

与草原和森林生态系统中的土著社会相比，园艺在这些北部和南部苔原居民中发挥的作用相对较小。从加拿大的北方森林到智利和阿根廷的温带森林和草原，不同的社区都开发了粮食生产生态位。这些措施包括使用火来维护生态系统和重置演替序列，播种野生一年生植物，播种驯化一年生植物（例如三姐妹，新大陆作物），创建浆果斑块和果园，操纵植物以促进所需特性（例如增加坚果，水果或根产量），以及改造景观以促进植物和动物的生长（例如复杂的灌溉或梯田）。早期美国哲学家如梭罗和埃默森记录的这些改良景观被描述为展现原始之美。因此，森林花园等本土花园不仅可以生产食物、药品或材料，还可以提供令人愉悦的美学体验。
许多流行的农作物起源于前殖民时期的土著农业社会。其中包括玉米、藜麦、菜豆、花生、南瓜、西葫芦、胡椒、西红柿、木薯、土豆、蓝莓、仙人掌梨、腰果、木瓜、菠萝、草莓、可可、向日葵、棉花、帕拉橡胶和烟草。

## 历史

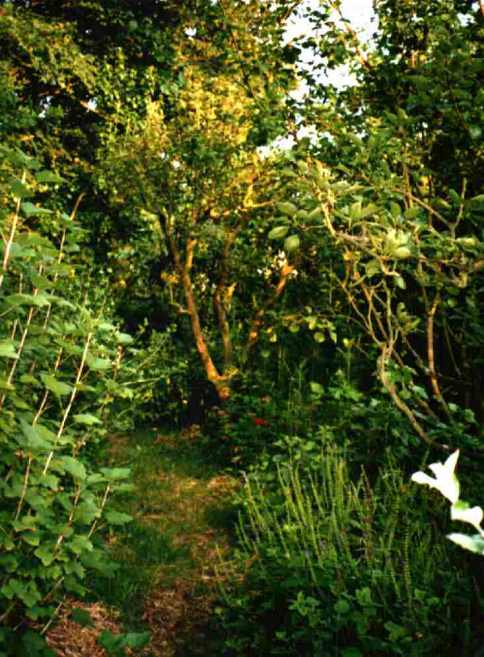
位于英国什罗普郡的罗伯特·哈特森林花园

### 古代
森林园艺是一种以森林为基础的食物生产系统，是世界上最古老的园艺形式。
在第一批文明出现后，富人开始出于审美目的建造花园。新王国时期（公元前 1500 年左右）的古埃及墓葬壁画提供了观赏园艺和景观设计的最早实物证据；它们描绘了莲花池，周围环绕着一排排对称的金合欢树和棕榈树。古代观赏花园的一个著名例子是巴比伦空中花园——古代世界七大奇迹之一——而古罗马有几十个花园。
富裕的古埃及人用花园来遮荫。埃及人将树木和花园与神灵联系在一起，相信他们的神灵喜欢花园。古埃及的花园通常被围墙环绕，墙上种着一排排的树木。最受欢迎的树种包括椰枣、梧桐、无花果树、坚果树和柳树。这些花园是较高社会经济地位的象征。此外，富裕的古埃及人还种植葡萄园，因为葡萄酒是较高社会阶层的象征。玫瑰、罂粟、雏菊和鸢尾花也可以在埃及人的花园中找到。
亚述以其美丽的花园而闻名。这些花园往往又宽又大，其中一些用于狩猎——就像今天的野生动物保护区一样——还有一些用作休闲花园。柏树和棕榈树是最常见的树木类型。
库什也有花园。在穆萨瓦拉特苏弗拉，建于公元前 3 世纪的大围场内有美丽的花园。
古罗马花园里种满了篱笆和藤蔓，还有各种各样的花——茛苕、矢车菊、番红花、仙客来、风信子、鸢尾花、常春藤、薰衣草、百合、桃金娘、水仙、罂粟、迷迭香和紫罗兰 ——还有雕像和雕塑。花坛在罗马富人的庭院里很受欢迎。

### 中世纪

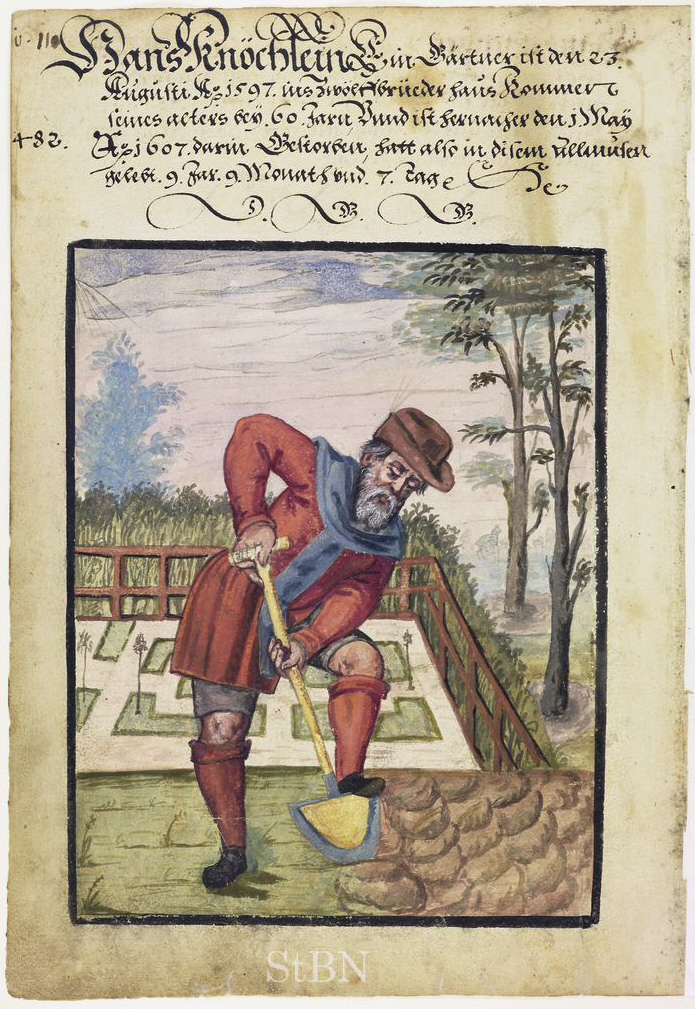
正在工作的园丁，1607年

中世纪是园林审美目的逐渐衰落的时期。罗马帝国灭亡后，人们开始从事园艺，目的是种植药草和/或装饰教堂祭坛。中世纪欧洲的修道院延续了园林设计和密集园艺技术的传统。一般来说，修道院的花园类型包括菜园、医务室花园、墓地果园、回廊庭院和葡萄园。个别修道院可能还设有“绿色庭院”，即一块可供马匹吃草的草地和树木，以及酒窖管理员的花园或修道院内担任特定职务的僧侣的私人花园。
伊斯兰花园仿照波斯花园建造，通常用围墙围起来，并被水道分成四部分。花园的中心通常有一个倒映池或凉亭。伊斯兰花园的特色是使用马赛克和釉面瓷砖来装饰花园中的小溪和喷泉。
到 13 世纪末，富裕的欧洲人开始种植花园，用于休闲、种植药草和蔬菜。他们用围墙围住花园，以保护花园免受动物侵害并提供隐蔽。在接下来的两个世纪里，欧洲人开始种植草坪、建造花坛和玫瑰棚架。果树在这些花园里很常见，有些花园里还有草皮座椅。同时，修道院的花园是种植花卉和药草的地方，也是僧侣们享受大自然和放松的空间。
16 和 17 世纪的花园对称、匀称、平衡，外观更为古典。这些花园大多围绕中轴线建造，用树篱分成不同部分。花园通常有方形花坛，用碎石路隔开。
文艺复兴时期的花园装饰有雕塑、修剪过的树木和喷泉。17 世纪，结式花园和树篱迷宫一起流行起来。此时，欧洲人开始种植郁金香、万寿菊和向日葵等新花卉。

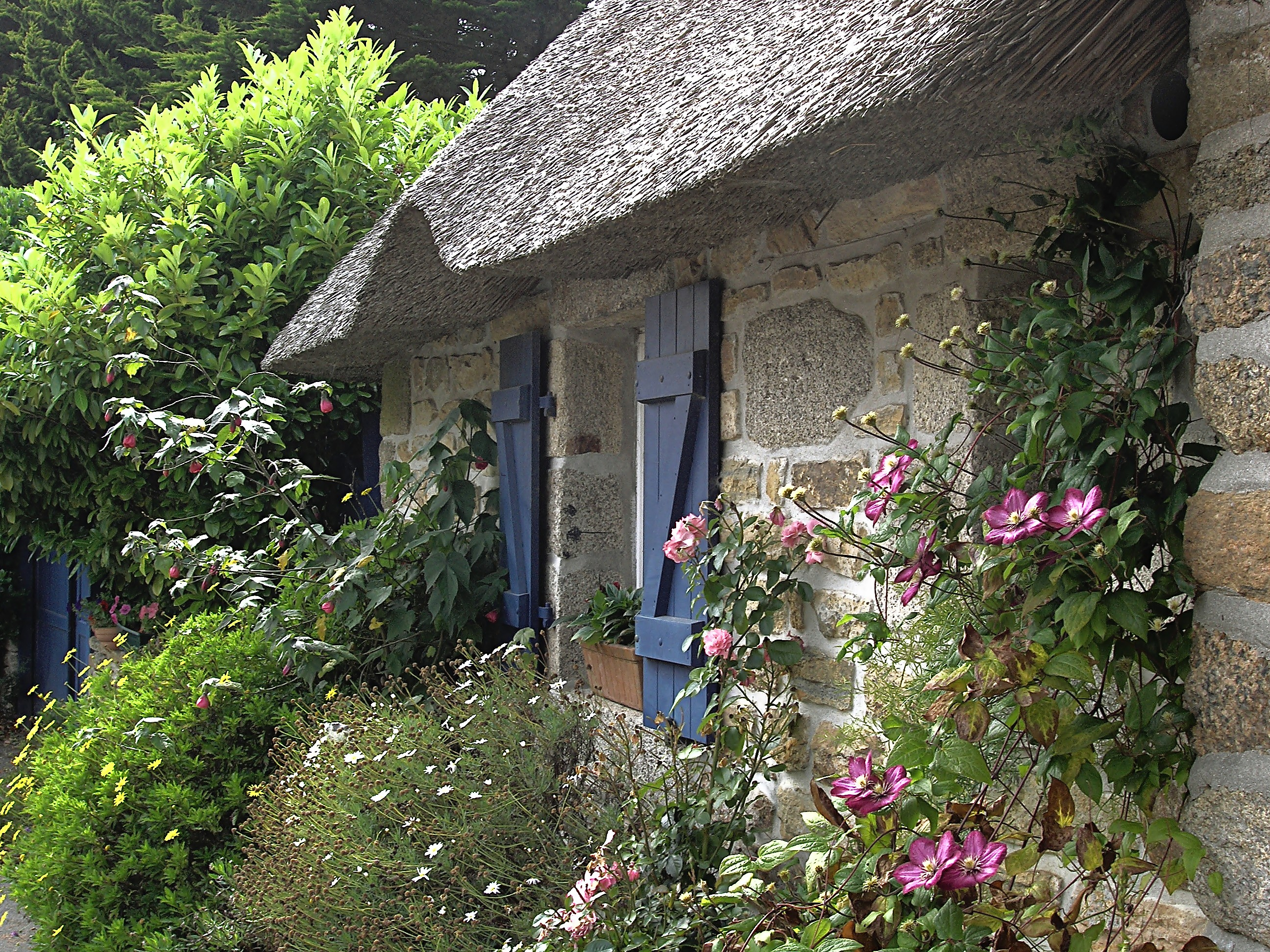
布列塔尼的小屋花园

### 村舍花园
村舍花园出现于伊丽莎白时代，似乎起源于当地种植药草和水果。一种理论认为，它们起源于14 世纪 40 年代的黑死病，当时大量劳工死亡，空出的土地被用来建造带有私人花园的小屋。根据 19 世纪晚期的起源传说，这些花园最初是由住在村庄小屋里的工人建造的，为他们提供食物和药草，并在其中种植鲜花进行装饰。农场工人住的小屋建筑风格独特，周围环绕着一个小花园——大约 1 英亩（0.40 公顷）——他们可以在那里种植食物并饲养猪和鸡。
真正的自耕农花园里会养有蜂箱和牲畜，通常还会有猪和猪圈，还有一口水井。中世纪的农民对肉比对花更感兴趣，他们种植药草是为了药用而不是为了美观。到了伊丽莎白时代，生活更加繁荣，种植花卉的空间也更大了。即使是早期农舍花园里的花卉通常也有其实际用途——紫罗兰被撒在地板上（因为它们气味宜人，可以驱赶害虫）；金盏花和报春花既美观又可用于烹饪。其他花卉，如石竹和蜀葵，则完全是为了美丽而种植。

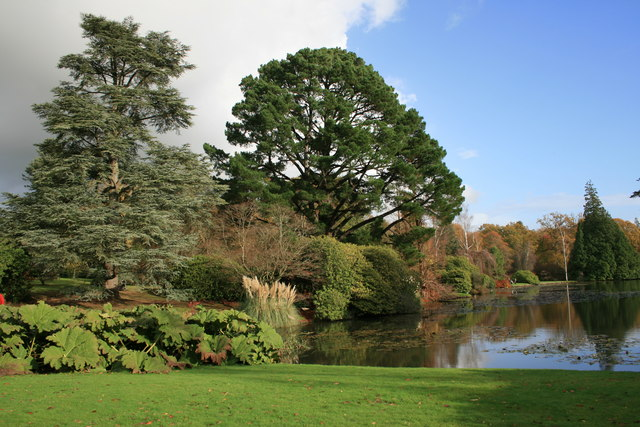
谢菲尔德公园花园，一座风景园林，最初由凯帕比利蒂·布朗于 18 世纪设计

### 18世纪
18 世纪的花园布局更加自然，没有任何围墙。这种风格是英国园林中的一种新风格，平滑起伏的草地直奔房屋，树木丛生、带状和散落，以及由无形的小河筑坝形成的蜿蜒湖泊。这是一种“无花园”的园林形式，几乎扫除了以前正式图案风格的残余。英国园林通常包括湖泊、与树林相映成趣的草坪，并且经常包含灌木丛、石窟、亭子、桥梁和仿制寺庙、哥特式废墟、桥梁等愚蠢的建筑，以及其他风景如画的建筑，旨在重现田园诗般的田园风光。这种新风格于 18 世纪初在英国出现，并传遍整个欧洲，取代了17 世纪更正式、对称的法式花园，成为欧洲的主要园林风格。 英国园林呈现出一种理想化的自然景观。它们经常受到克劳德·洛林和尼古拉斯·普桑的风景画的启发，有些还受到东方古典中国园林的影响， 当时欧洲旅行者曾描述过中国园林。朗斯洛特·“万能”·布朗 的作品尤其具有影响力。此外，1804 年园艺协会成立。
19 世纪的花园里种植着智利松等植物。这也是所谓的“花园式”花园风格发展起来的时期。这些花园在相当小的空间里展示了各种各样的花朵。岩石花园在 19 世纪越来越受欢迎。
在古印度，人们使用神圣几何和曼陀罗图案来设计花园。不同的曼陀罗图案代表特定的神灵、行星甚至星座。这样的花园也被称为“曼陀罗 Vaatika”。“Vaatika”一词可以表示花园、种植园或花坛。

## 类型
住宅园艺是在住宅附近进行，在一个被称为花园的空间里。虽然花园通常位于住宅附近的土地上，但它也可能位于屋顶、中庭、阳台、窗台、露台或动物饲养箱上。

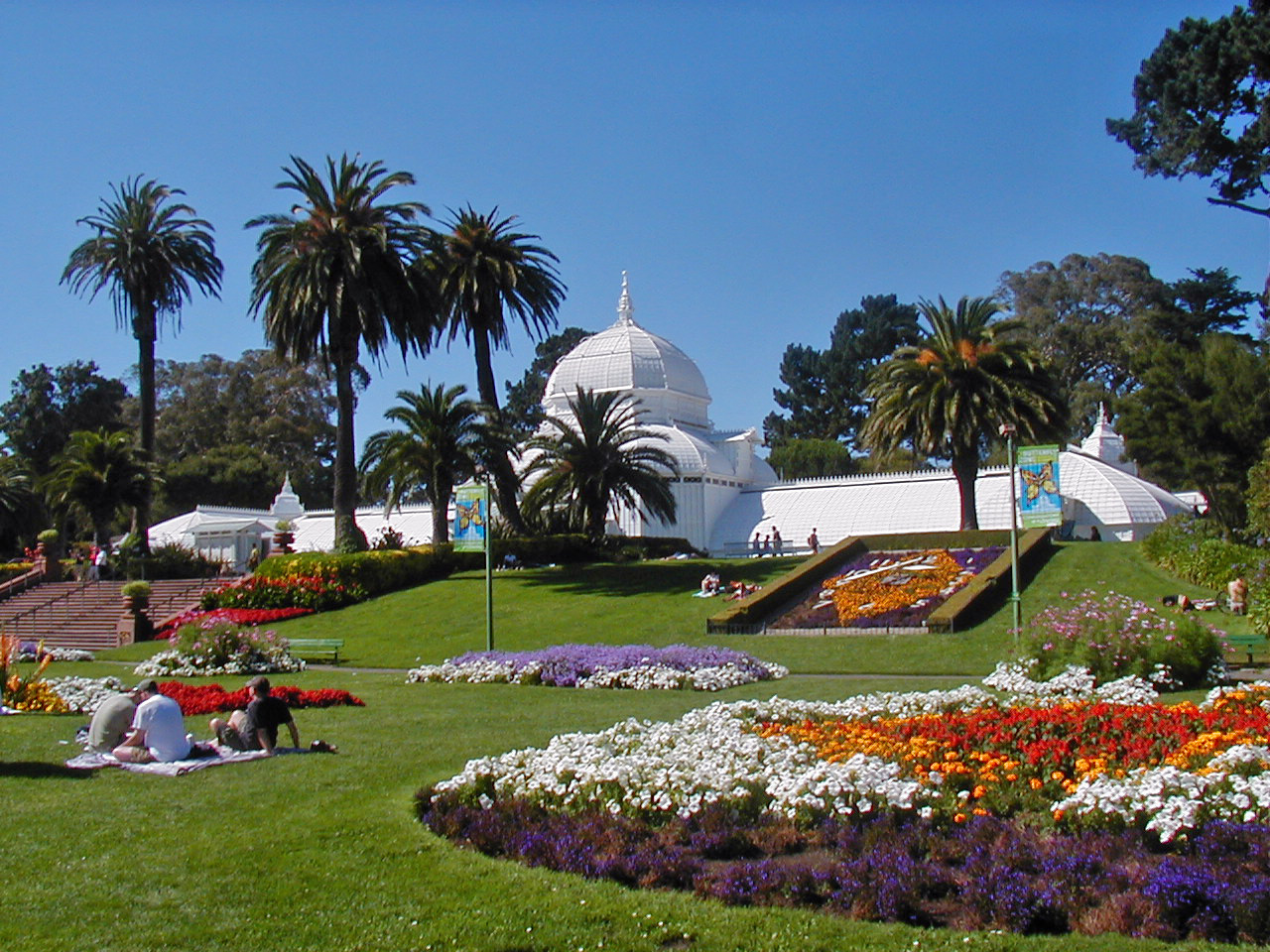
旧金山金门公园的花卉温室

园艺也发生在非住宅绿地，例如公园、公共或半公共花园（植物园或动物园）、游乐园、交通走廊沿线以及旅游景点和花园酒店周围。在这些情况下，由园丁或场地管理员负责维护花园。
- 室内园艺是指在住宅或建筑物、温室或暖房内种植室内植物。室内园艺有时被纳入空调或供暖系统。室内园艺可延长秋季和春季的生长季节，并可用于冬季园艺。

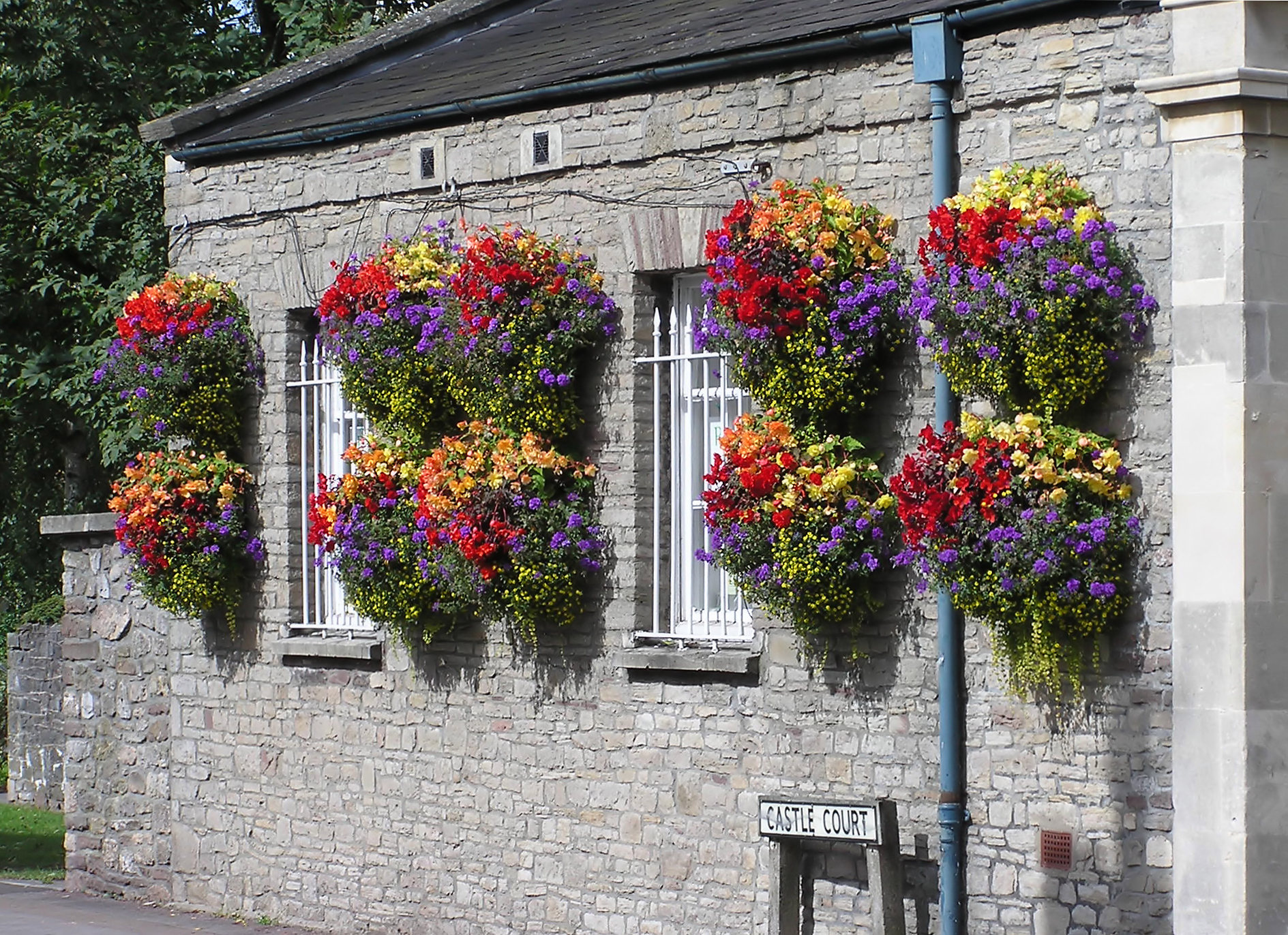
南格洛斯特郡索恩伯里的吊兰篮

- 南格洛斯特郡索恩伯里的吊兰篮本土植物园艺涉及使用本土植物，无论是否旨在创造野生动物栖息地。目标是创建一个与特定区域和谐相处并适应该区域的花园。这种园艺通常可以减少用水量、维护和施肥成本，同时增加对本土动物的兴趣。
- 水上园艺涉及种植适合水池和池塘的植物。沼泽花园也被认为是一种水上花园。这些都需要特殊的条件和考虑。一个简单的水上花园可能仅由一个装有水和植物的盆组成。在水族造景中，花园是在水族箱内创建的。
- 容器园艺是指在室内或室外的任何类型的容器中种植植物。常见的容器有花盆、吊篮和花盆。容器园艺通常用于中庭、阳台、露台和屋顶。

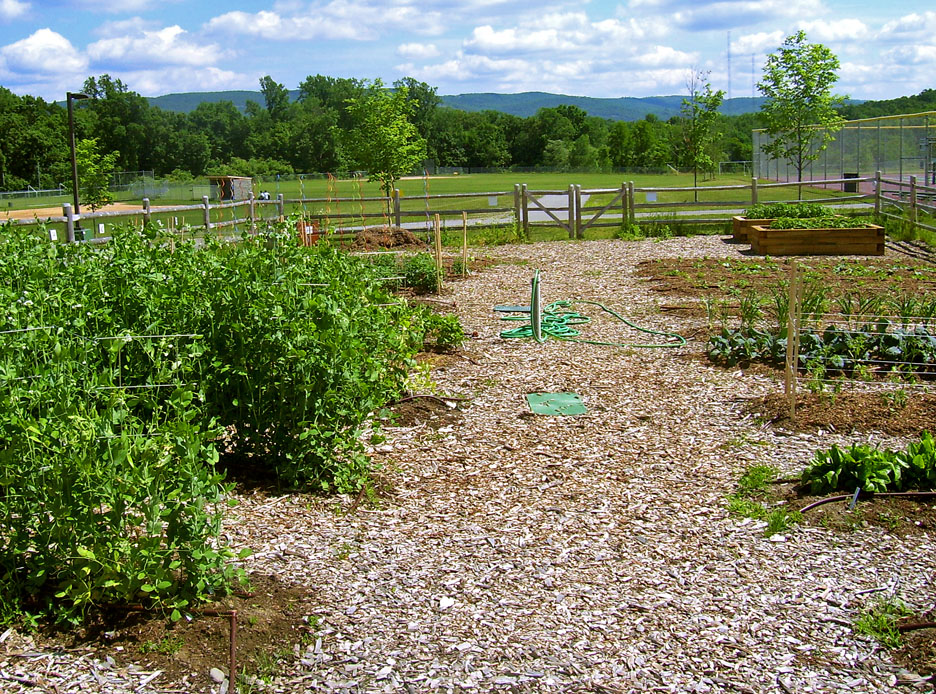
学校里的有机花园

- 学校里的有机花园Hügelkultur涉及在腐木堆上种植植物，作为一种高架园艺和就地堆肥 的形式。[45]这是一个来自德语的英语借词，意思是“土墩花园”。著名的永续农业作家和教师Toby Hemenway认为埋在沟渠中的木头也是一种 hugelkultur 形式，被称为死木洼地。[46]Hugelkultur 被Sepp Holzer作为一种森林园艺和农林业的方法实践，被Geoff Lawton作为一种旱地农业和沙漠绿化的方法实践。[47]当用作处理大量废木材和木质碎片的方法时，hugelkultur 可以实现碳封存。它也是一种旱地造景的形式。
- 社区园艺是一项社会活动，一群人负责在一块土地上种菜，种植新鲜农产品、药草、花卉和植物，并提供令人满意的劳动，改善社区环境，增强社区意识和与环境的联系。[48][49]社区花园通常由地方政府或非营利组织信托所有。[50]
- 花园共享将土地所有者与需要土地的园丁配对。这些共享花园通常是前院或后院，通常用于生产食物，然后由双方分配。
- 有机园艺使用天然、可持续的方法、肥料和杀虫剂来种植非转基因作物。
- 生物动力园艺或生物动力农业类似于有机园艺，但包括源自鲁道夫施泰纳思想的各种深奥概念，例如占星播种和种植日历以及特定的田地和堆肥准备。
- 商业园艺是一种更密集的园艺类型，涉及当地农民生产的蔬菜、非热带水果和鲜花。商业园艺的兴起是因为农民会在当地销售，以防止食物因远距离运输而更快变质。地中海农业也是商业园丁使用的一种常见做法。地中海农业是一种饲养绵羊等动物来帮助除草并为葡萄作物、谷物或柑橘提供肥料的做法。园丁可以很容易地训练这些动物不吃真正的植物。[51]
- 免耕园艺是一种尽可能避免耕作的园艺方法。这种园艺方法越来越受欢迎，部分原因是查尔斯·道丁、福冈正信、让-马丁·福捷、康纳·克里克莫尔、杰西·弗罗斯特、伊莱恩·英厄姆等著名人物以及许多其他市场园艺家。据记载，少耕有助于促进土壤生物多样化、保水和排水，使植物更健康旺盛，减少杂草压力，减少劳动，提高肥力和养分利用率，增加碳封存，降低成本，减少土壤侵蚀，减少污染。[52][53][54][55]

## 工具

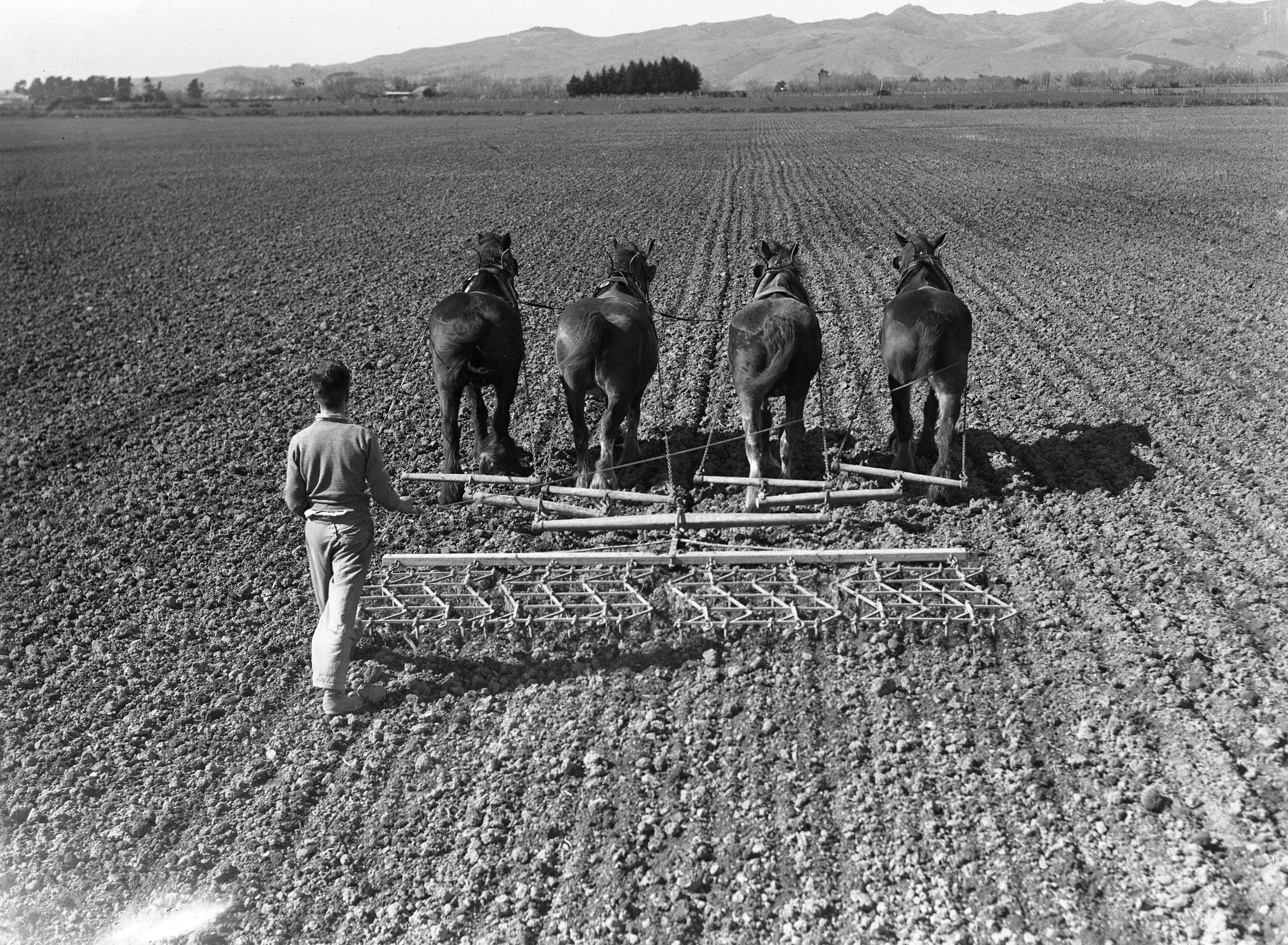
1948 年，坎特伯雷农学院农场的田地里耙地。

无论历史时期、地点、规模或花园类型如何，所有园艺都需要一些基本工具。在人类历史的大部分时间里，人们所用的资源与现代相比要少得多。农业建立在双手、石头、木棍、人类智慧和火的基础上。青铜时代之前的园艺基本工具是非金属（主要是石、骨、木或铜）刀、斧头、手斧、脚犁、镰刀、锄头、篮子、陶器、挖掘棒、畜力犁、动物和用于开垦土地的火。直到绿色革命之前，这些简单的工具虽然不断改进，但仍一直是农业社会的支柱。
工业革命大大增加了农业工具的可用性和影响力。这些工具包括配备现代农具的拖拉机、肥料撒播机、耕耘机、割草机、挖土机、树篱修剪机、割草机、木材削片机、两轮拖拉机、复杂的灌溉系统、塑料地膜、塑料棚、播种盘、室内生长灯、包装、化学肥料、杀虫剂、转基因种子等等。

## 植物繁殖
植物可以通过多种不同的方法繁殖。这些方法分为有性繁殖和无性繁殖。

### 无性繁殖

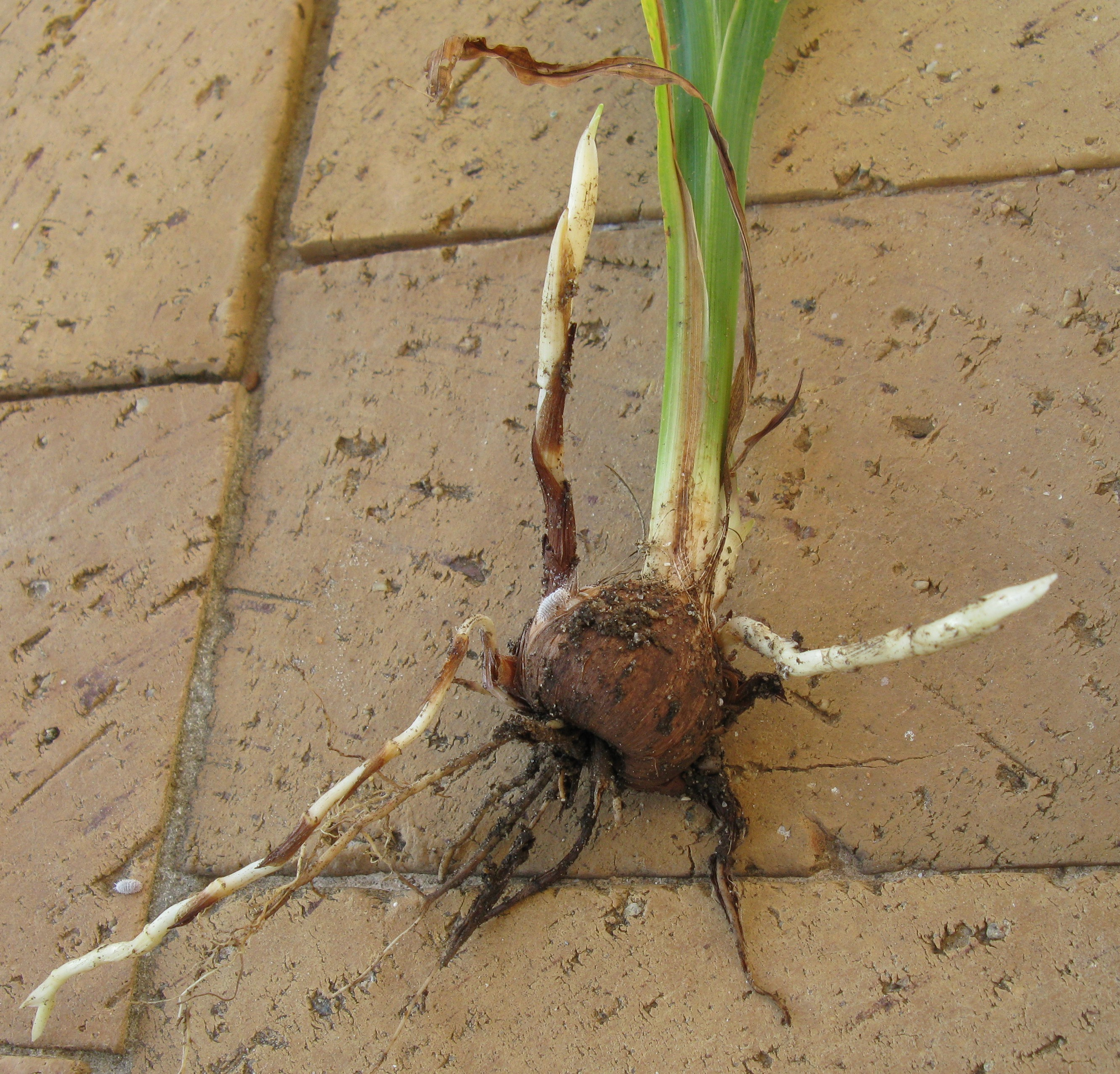
从香鸢尾球茎的节点长出的匍匐茎

无性繁殖是指植物产生克隆后代。这种繁殖方法通常更为简单，且能快速增长种群。如果植物不进行有性繁殖以产生遗传多样性，从而实现一定程度的自然选择和杂种优势，克隆可能导致植物种群极其脆弱。园丁们利用各种无性繁殖方法。这些方法包括营养繁殖，即从母株的营养部分（如根、茎和叶）长出新植物。某些植物（如草莓和覆盆子）会产生匍匐茎或根茎，它们是水平生长在地面以上或以下的茎，在节点处发育出新植物。园林植物无性繁殖的另一种常见方法是分裂，即与母株分离。这在灌木和柳树等树木中很常见，它们的树枝可能会脱落，这被称为枝凋亡。将脱落的树枝放入水或土壤中，可以促使其发芽并生根。
园艺和农业中最常见的无性繁殖方法可能就是嫁接。人工可以选择将一个优秀的果树栽培品种嫁接到同一物种的选定砧木品种上。 这包括切割每株植物并通过机械方式连接插穗，直到它们接穗或融合在一起。嫁接有许多目的。首先，接穗（嫁接部位上方的植物部分）可以接受人工选择以获得特定的理想性状，例如风味，而砧木可以选择以获得抗病或耐寒性等性状。这实际上可以大大提高人工选择过程的效率，因为可以完全忽略砧木的某些性状（例如果实味道），从而进行有针对性的选择，而减少与果实味道好的植物的回交。其次，嫁接可以使需要异花授粉才能结出果实的植物（例如苹果）一起生长为一棵树。第三，这可以实现快速繁殖，一株母株每年可以产生许多半发育的克隆株。

### 有性生殖

两个玉米自交系（LH198 和 PHG47）以及两者杂交产生的 F1 杂种（LH198/PHG47）的时间过程成像。

有性生殖通过胚珠授粉发生。这种授粉必须发生在一朵花的雌雄部分之间或花之间。植物可以通过自花授粉作为有性生殖的方式，此时母株的基因与子代的基因并不完全匹配。然而，自花授粉的子代的遗传多样性较低，与异花授粉的植物相比，这可能导致近交衰退。 花粉通常由风、昆虫或动物携带以完成授粉。由于缺乏这些条件，一些温室可能不得不手动为植物授粉以产生果实和种子。有性生殖只能由同一物种的成员进行，这会导致植物后代的遗传多样性水平不同。这种遗传多样性是当今每种植物生存的关键。 多样性使植物具有抗病性、适应气候变化、土壤变化、授粉方法变化、动物放牧压力变化、杂草压力变化以及生长条件中出现的任何其他变化。植物杂交或杂交会产生杂种优势，并会增加遗传多样性。
许多商业种植的植物都是F1 杂交种，这确保了某些理想性状。种植杂交植物的常见替代方法是种植传家宝或开放授粉植物，与 F1 杂交种不同，这些植物会产生可育种子，其子代与其亲本相似。许多现代园丁会保存传家宝品种的种子，但不会保存杂交种，因为传家宝种子肯定具有理想性状。从历史上看，缺乏植物育种知识会导致更多的杂交和创造新的遗传多样化的地方品种。每种植物的异型杂交可能性各不相同。异型杂交程度高的植物（如菠菜）更有可能创造地方品种。由于现代农民减少种子保存，许多地方品种和传家宝品种连同它们的基因正在消失。这导致植物遗传学家在常见植物的野生祖先品种中寻找理想基因。自公元前 7800 年以来，植物就开始被人工选择和培育。 尽管农民的种子保存量有所减少，但通过人工选择和基因改造，许多地方品种也在不断创造。园丁在保护多样化基因方面仍然至关重要，无论是维护适应遥远过去条件的家族传家宝品种，还是培育出与现代气候和生长条件相匹配的新地方品种。
某些种子如果没有特定的环境条件，可能无法发芽。这些种子要么需要进行划痕处理，要么需要进行分层处理。如果园丁在尝试繁殖某些植物之前缺乏这些关键知识，他们可能会感到沮丧，例如硬颈大蒜（无性繁殖），这种植物需要一段寒冷的休眠期才能发芽，或者萨斯卡通浆果，这种浆果在被熊消化后，通过一种称为动物内传播的过程提高了发芽率。

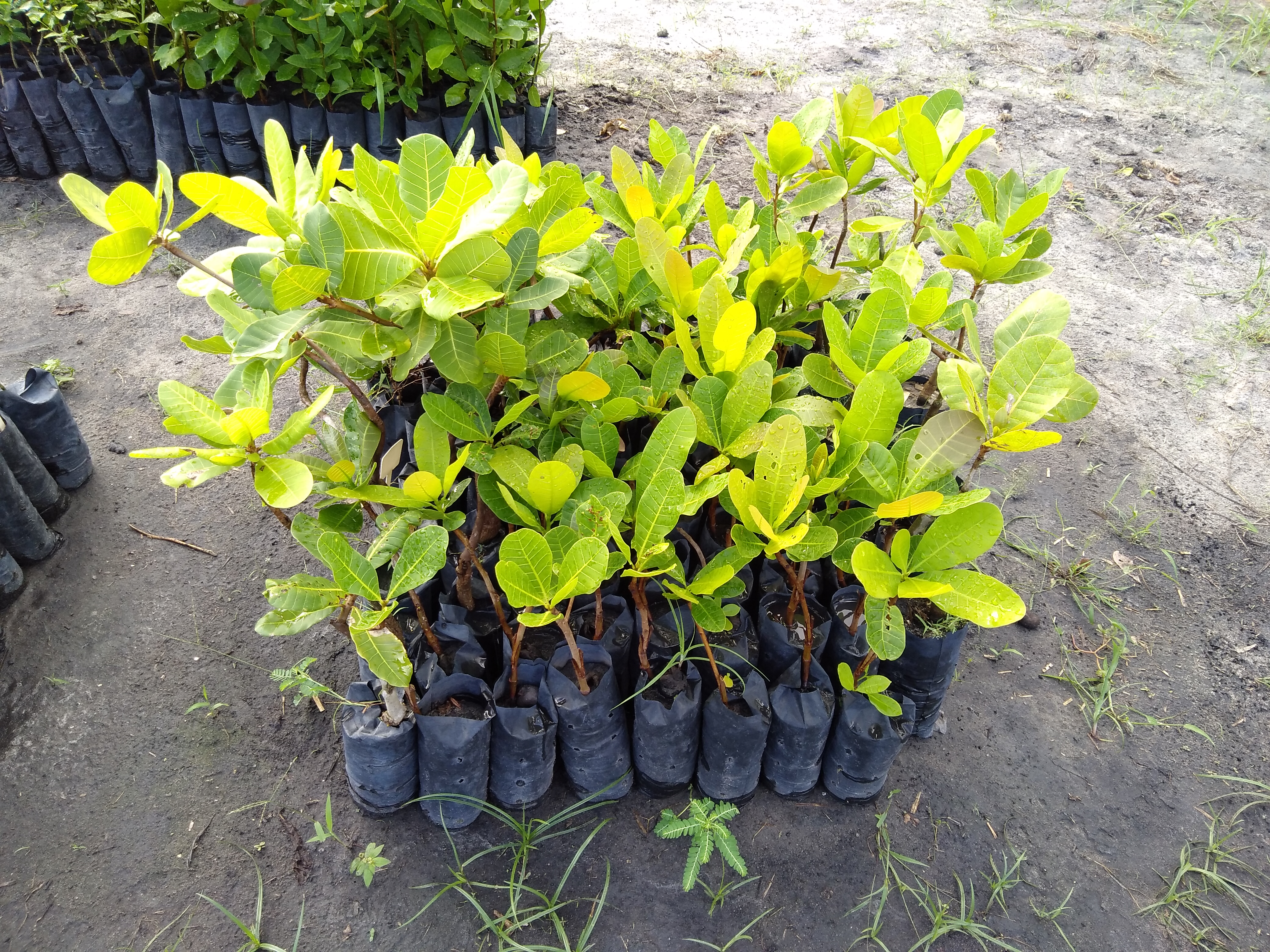
腰果（Anacardium occidentale）嫁接幼苗准备在巴西塞阿拉州帕卡尤斯的 Agroplan Mudas 苗圃进行移植。

### 移植
许多园丁，特别是那些生活在寒冷气候下的园丁，会先在室内播种，然后再将幼苗移植到室外。这样做有很多好处，比如延长生长季节、确保充足数量和质量的光照、确保幼苗在种子起始混合物中具有足够的养分、确保种子保持在正确的湿度、温度和水分水平以进行发芽，并节省花园空间。许多作物只有在室内才能收获，所以如果园丁想在自己的花园里种植这些作物而不自己开始种植植物，他们将需要购买移栽苗，这些移栽苗通常在花园中心、苗圃和大型商店都有售。正确移植至关重要。这通常意味着为植物提供足够的土壤，使它们的根部不会受限（根部缠绕在移植容器周围），提供一个硬化期（缓慢地暴露在阳光、风和寒冷中），提供充足的光照、水和养分，并选择正确的植物在室内开始种植，因为有些植物不擅长移植过程。
播种的方法多种多样。最常见的方法是将种子放入移植（穴盘）托盘或花盆/盆中。另一种方法是将种子放入土块（小块压缩的盆栽土、堆肥和/或其他种子启动介质）中，这可以减少移植休克并防止根系束缚，因为它们允许对根部进行空气修剪。一些植物，如洋葱和各种草本植物，可以通过将种子撒在大托盘的土壤上来有效地开始播种，然后把幼苗分开，重新种植在花园或花盆中。

## 害虫
花园害虫通常是从事园丁认为不受欢迎的活动的植物、真菌或动物（通常是昆虫）。害虫可能会挤占理想的植物、扰乱土壤、阻碍幼苗生长、偷窃或损坏果实，或者以其他方式杀死植物、妨碍其生长、损坏其外观或降低植物可食用或观赏部分的质量。蚜虫、红蜘蛛、蛞蝓、蜗牛、蚂蚁、鸟类甚至猫通常被认为是花园害虫。

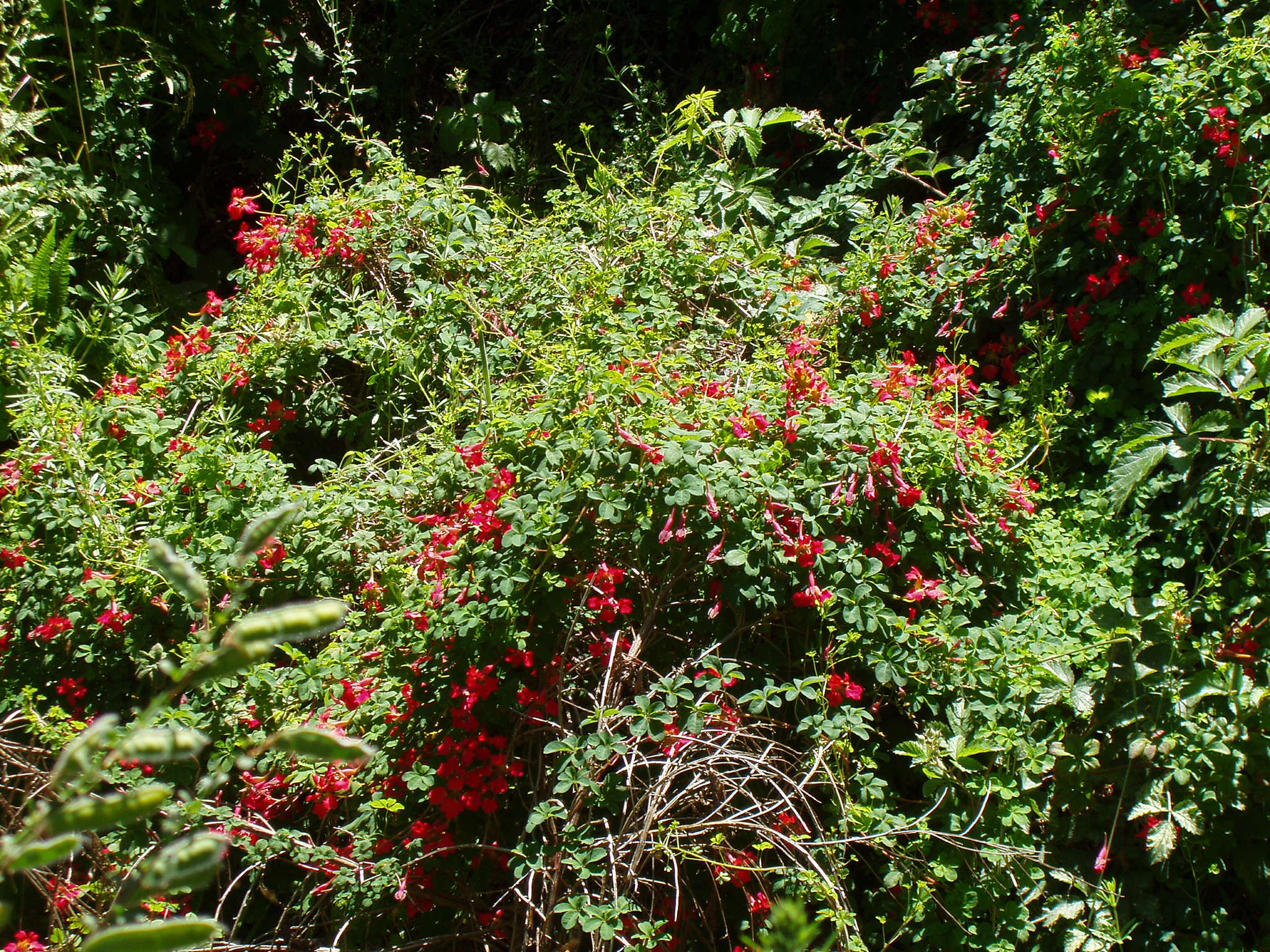
火焰花（Tropaeolum speciosum）爬过其他植物，到达阳光充足的地方

纵观历史，经历快速变化的生态系统通常是害虫最多的生态系统。例如，高度快速变化的景观（如美洲现代油菜田）可能成为十字花科害虫的滋生地。自然生态系统通常会通过多种生物手段调节害虫水平，无论是自然引入疾病还是增加捕食动物的数量。
由于园丁的目标各不相同，因此被视为“花园害虫”的生物因园丁而异。例如，Tropaeolum speciosum可能被视为一种理想的观赏性花园植物，但如果它在不想要的地方播种并开始生长，则可能被视为害虫。再举一个例子，在草坪上，苔藓可能占主导地位，无法根除。在一些草坪上，地衣，尤其是非常潮湿的草坪地衣，如Peltigera lactucfolia和P. membranacea，可能变得难以控制，并被视为害虫。

### 害虫防治
清除花园中害虫的方法有很多种。方法因害虫、园丁的目标和园丁的理念而异。例如，可以通过使用化学农药、有机农药、手工采摘、设置屏障或简单地种植抗蜗牛植物来对付蜗牛。

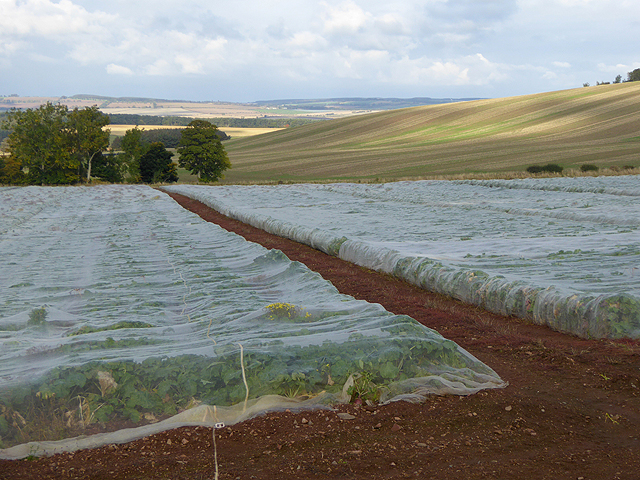
农作物在行间覆盖以保护其免受虫害。

大规模的害虫防治通常通过使用杀虫剂和除草剂来完成，这些杀虫剂和除草剂可能是有机的，也可能是人工合成的。杀虫剂可能会影响花园的生态，因为它们会影响目标物种和非目标物种的种群。例如，意外接触某些新烟碱类杀虫剂被认为是近期蜜蜂数量下降的一个因素。杀虫剂和除草剂还会引起健康问题，通常是在使用过程中对附近的人产生影响。虽然农场工人是受杀虫剂和除草剂影响最大的人群，但他们往往信息不足或出于经济需要而接受后果。 杀菌剂可以施用于种皮，以减少发芽幼苗的死亡率。农药使用不当往往会导致农药抗药性，从而对全球粮食安全构成威胁。随着气候变化影响害虫的分布，全球范围内农药使用量有所增加，这又导致人类因接触农药而面临的健康风险增加。研制新农药来控制抗性生物需要花费巨资，而且经常被严厉批评为无效的害虫防治方法。

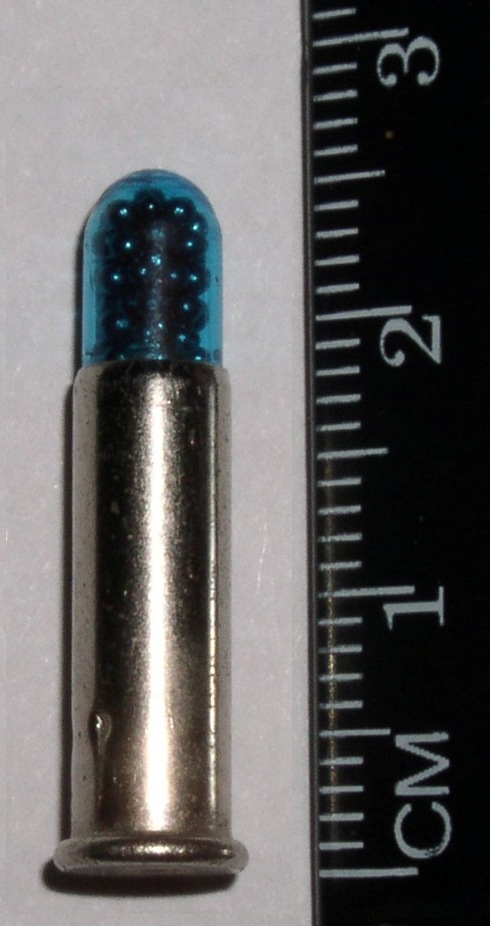
CCI .22LR 蛇形弹，装有 12 号子弹

其他控制手段包括清除受感染的植物、使用肥料和生物刺激剂来改善植物的健康和活力，使其更好地抵抗攻击、实行轮作以防止害虫积聚、使用叶面喷雾剂、伴生种植以及保持良好的花园卫生，例如对工具进行消毒以及清除可能藏有害虫的杂物和杂草。另一种常见的害虫控制方法是使用防虫网或塑料温室覆盖物，经常用于市场园艺。园丁可能依靠一种害虫来消灭另一种害虫。这方面的一些例子是猫会捕食老鼠和田鼠，野鸟、蝙蝠、鸡和鸭会捕食昆虫和蛞蝓，或者用带刺的树篱来阻止鹿和其他生物。使用这些生物来帮助控制害虫被称为生物害虫控制。还有一些有针对性的动物害虫控制措施，例如可以阻止花园中鼹鼠活动的鼹鼠振动器，或可以吓跑鸟类的自动枪。

### 花园枪
园林枪是专门发射.22 口径 蛇弹的滑膛枪，园丁和农民通常用它来控制害虫。园林枪是短程武器，在 15 至 20 码（14 至 18 米）以外的距离伤害很小，与标准弹药相比，发射蛇弹时噪音相对较小。这些枪在谷仓和棚屋内尤其有效，因为蛇弹不会在屋顶或墙壁上打洞，更重要的是不会因跳弹而伤害牲畜。它们还用于机场、仓库和牲畜围场的害虫控制。

## 社会方面

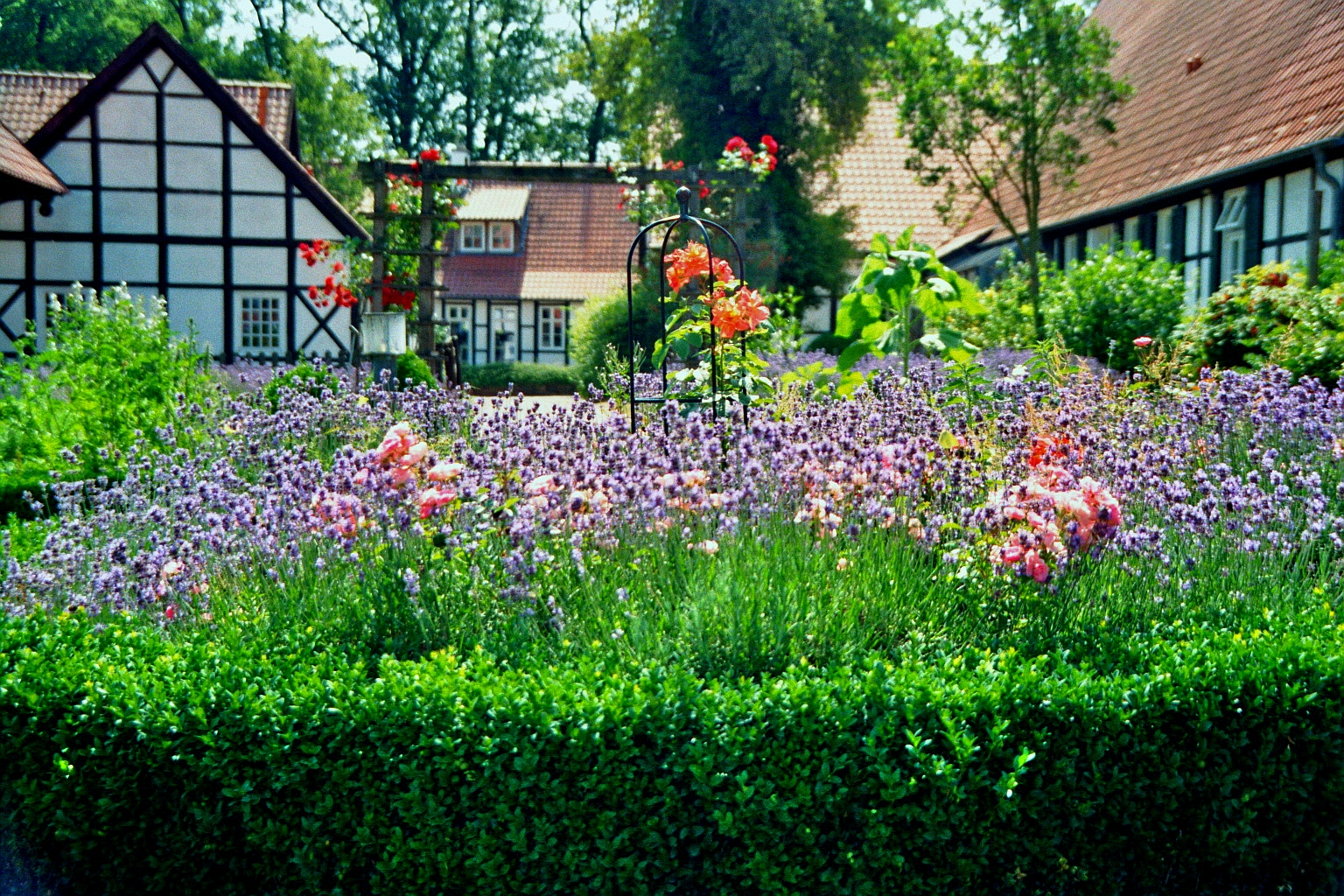
德国北莱茵-威斯特法伦州梅廷根舒尔滕霍夫花园

人们可以在花园中表达自己的政治或社会观点，无论是有意还是无意。草坪与花园问题在城市规划中表现为关于“土地伦理”的争论，即决定城市土地用途以及是否应适用超卫生 法规（例如杂草控制），或者是否应允许土地保持其自然野生状态。在著名的加拿大 权利宪章案“桑德拉贝尔诉多伦多市”（1997 年）中，种植所有本地物种的权利，甚至大多数被视为有害或过敏的品种，都被视为言论自由权的一部分。
社区园艺包括多种共享土地和花园的方法。 人们常常在房屋和花园周围筑起篱笆。常见的篱笆植物有女贞、山楂、山毛榉、紫杉、莱兰柏、铁杉、侧柏、小檗、黄杨、冬青、夹竹桃、连翘和薰衣草。喜欢私密的人可能会不喜欢没有篱笆的开放式花园。一些国家的慢食运动试图在学校增设可食用的校园和花园教室，例如在安大略省弗格斯，他们在一所公立学校增设了这些教室，以扩大厨房教室的面积。花园共享，即城市土地所有者允许园丁在其土地上种植植物，以换取一部分收成，这与人们控制食物质量的愿望以及与土壤和社区重新建立联系的愿望有关。
在美国和英国的用法中，在建筑物周围种植观赏植物被称为景观美化、景观维护或场地维护，而国际用法则使用园艺一词来表示这些相同的活动。
“绿色园艺”的概念也越来越受欢迎，它涉及使用有机肥料和杀虫剂种植植物，以便园艺过程 - 或由此产生的花和果实 - 不会以任何方式对环境或人们的健康造成不利影响。
园艺可以是一种非常愉快和放松的活动，而且结果也很令人满意。园艺可以让人与大自然建立联系，创造一个绿色空间，不仅呈现出美丽的景象，也为生态系统做出贡献。通过了解和适应气候和环境变化，可以创建一个欣欣向荣的花园。
植物和花卉在不同的温度和天气条件下生长。大多数植物在白天 18 至 24 °C 的温度和夜间稍低的温度中茁壮成长。此范围可使许多常见植物物种实现最佳光合作用和整体生长。通常花园中会种植多种植物，因此最好了解最适合植物的天气，以便成功种植。

### 法律和限制
在世界某些地区，特别是美国，园艺活动可能受到法律或房主协会制定的规则和法规的限制。在美国，此类规则可能禁止房主种植菜园、禁止旱地造景或草地花园，或要求从预先批准的清单中选择园林植物，以保持社区的美观。近年来，这些法律、条例和法规面临着许多挑战，其中一些挑战导致了立法保护房主栽种本地植物或种植蔬菜的权利。保护房主种植食用植物权利的法律被称为“园艺权”法。

## 好处
许多人认为园艺是一种放松的活动。也有许多研究表明园艺对身心健康有积极影响。具体来说，园艺被认为可以提高自尊心和减轻压力。正如作家兼前教师莎拉·比德尔 (Sarah Biddle) 所说，花园可能成为“放松和充电的小绿洲”。参与园艺活动有助于创造力、观察能力、学习、规划和身体运动。
其他人认为，园艺是防范供应链中断的良好对冲手段，因为人们越来越担心公众不能总是相信杂货店的货架会备货充足。 2022 年 4 月，约有 31% 的食品杂货缺货，比 2021 年 11 月增加了 11%。
园艺还可以养活大量、种类繁多的传粉昆虫，但令人担忧的是，蜜蜂和其他传粉昆虫的数量正在下降。园丁可以做出改变，帮助扭转这一趋势。最重要的是，它们能获得足够的花蜜来维持忙碌的生活方式，而这正是园艺可以帮助它们的地方。
建立传粉者花园可以对人类和传粉者产生积极影响。事实证明，种植本地花卉可以增加传粉者数量，甚至可以保护蜜蜂种群免受城市化和无花景观的影响。就蜜蜂授粉而言，城市景观中花卉种类繁多的小块区域与野生景观相当，甚至超过野生景观。高尔夫球场、墓地、社区花园以及住宅花园等区域都是城市环境中可以通过在景观中种植本地花卉来促进传粉者多样性的区域。

## 饰品和配饰

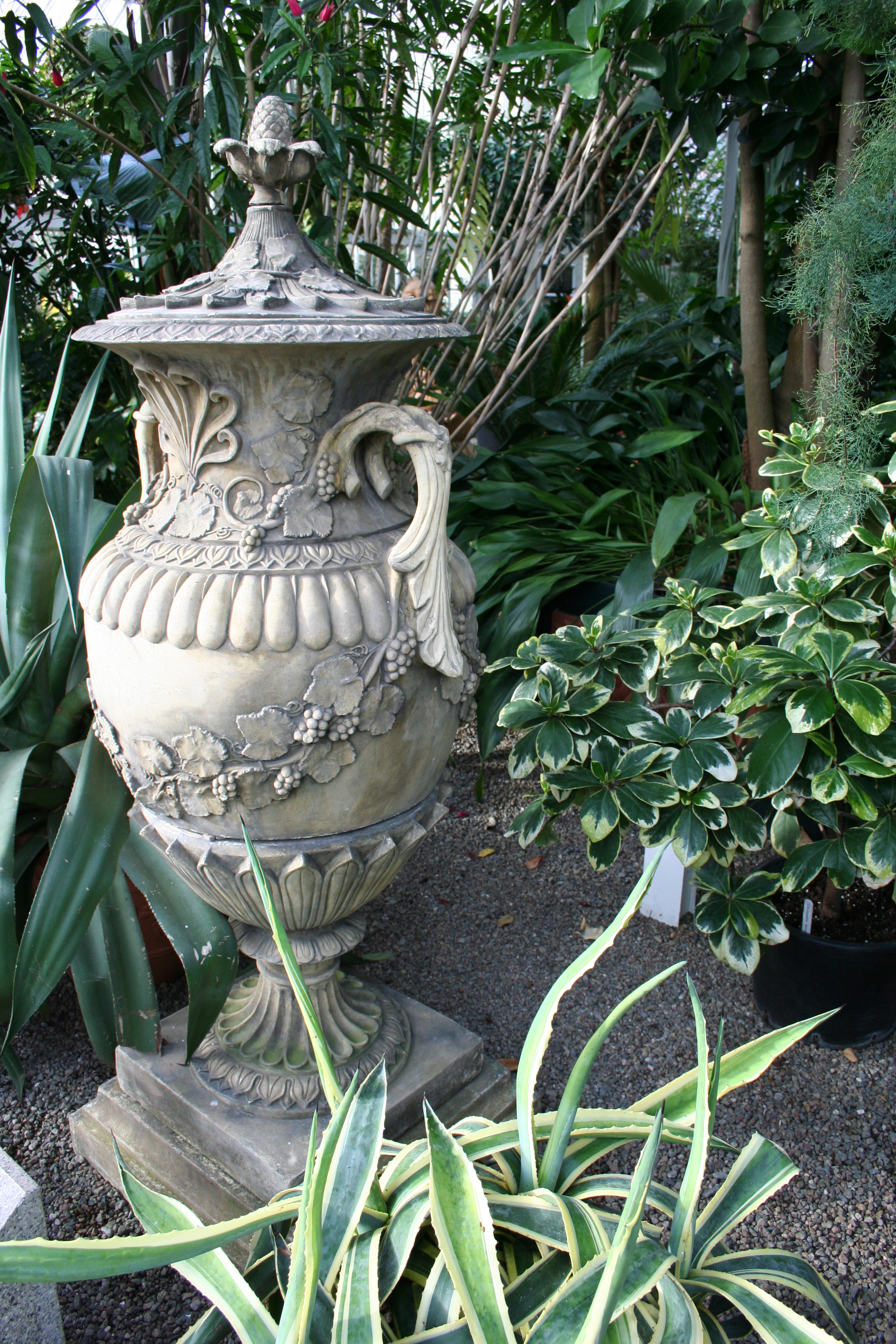
北爱尔兰贝尔法斯特植物园棕榈屋的古典瓮，作为花园装饰品

市场上有各种各样的花园装饰品和配件，供专业园丁和业余园丁发挥创造力，例如雕塑、灯饰或喷泉。它们用于增加装饰性或功能性，可以由各种材料制成，例如铜、石头、木材、竹子、不锈钢、粘土、彩色玻璃、混凝土或铁。例子包括棚架、花园家具、小矮人、雕像、室外壁炉、喷泉、雨链、瓮、鸟池和喂食器、风铃和花园照明，例如烛灯和油灯。使用这些物品可以表达园丁的园艺个性。

## 作为艺术
在大多数文化中，花园设计被视为一门艺术，与园艺不同，园艺通常指花园维护。花园设计可以包括不同的主题，如多年生植物、蝴蝶、野生动物、日本、水、热带或阴凉花园。
在日本，武士和禅宗僧侣经常被要求建造装饰性花园或练习相关技能，如插花。在 18 世纪的欧洲，乡村庄园被景观设计师改造成正式花园或景观公园，例如法国凡尔赛宫或英国斯托。如今，景观建筑师和花园设计师继续为私人花园空间提供富有艺术创意的设计。在美国，专业景观设计师由专业景观设计师协会认证。

## 外部連結
- National Gardening Association （页面存档备份，存于） (USA)
- Manual of Gardening （页面存档备份，存于） (1910)